# Leticia, codiciosa
Leticia, codiciosa es el último capítulo de la segunda temporada de la serie de televisión argentina Mujeres asesinas. Este episodio se estrenó el día 19 de diciembre de 2006.
Este episodio fue protagonizado por Andrea Bonelli, en el papel de asesina. Coprotagonizado por Lito Cruz y Alex Benn. Y las participaciones de Gonzalo Heredia y Violeta Urtizberea.

## Desarrollo

### Trama
Leticia (Andrea Bonelli) es una mujer de clase media alta, que vive con su marido Norberto (Lito Cruz), un hombre adinerado; ambos comparten una hija, Analía (Violeta Urtizberea); esta última esta de novia con un joven llamado Sergio (Gonzalo Heredia), pero no se están llevando muy bien, en parte porque el padre de la joven no aprueba para nada la relación que mantiene con su hija. Asimismo Leticia no está pasando una buena etapa con su esposo, y es por eso que tiene un amante. Pero Leticia cada vez aguanta menos a Norberto y no sabe que hacer para deshacerse de él, en esto descubre que su marido tiene un seguro de vida que se triplica si muere de forma violenta y en la calle, esto le hace pensar a Leticia una idea descabellante: matarlo; pero para ello, no decide ensuciarse sus propias manos, y cree que el novio de su hija Sergio, puede ser la persona mejor indicada para hacer este trabajo, por lo que decide ofrecer su ayuda a Sergio a cambio de que se deshaga de su marido, Sergio manipulado por Leticia al final accede y planean el asesinato de Norberto. Pero las cosas no salen según lo planeado y finalmente Leticia acaba asesinando ella misma a su marido. 

### Condena
Leticia M. fue condenada a prisión perpetua por homicidio calificado por premeditación y alevosía, agravado por el vínculo. Sergio G. fue condenado a 10 años de prisión por tentativa de homicidio. Leticia murió en la cárcel en una pelea entre reclusas por dinero.

## Elenco
- Andrea Bonelli
- Lito Cruz
- Alex Benn
- Gonzalo Heredia
- Violeta Urtizberea